# Marcel Pfeuti
Marcel Pfeuti, né le 7 octobre 1913 à Genève, en Suisse et décédé le 6 mai 2007, à Sion, en Suisse, est un arbitre suisse de basket-ball. 

## Biographie
Marcel Pfeuti arbitre de nombreuses rencontres internationales durant sa carrière, officiant notamment lors des jeux olympiques de 1936 et jeux olympiques de 1948 et lors du championnat du monde 1950, dirigeant la finale États-Unis – Argentine, ainsi que dans cinq éditions du championnat d'Europe.
Il est nommé membre du FIBA Hall of Fame en 2009.